# Calliopius rathkii
Calliopius rathkii is een vlokreeftensoort uit de familie van de Calliopiidae. De wetenschappelijke naam van de soort is voor het eerst geldig gepubliceerd in 1844 door Zaddach.